# 2024年7月陕西延安中学学生自杀事件
延安中学学生自杀事件发生在2024年7月4日下午14点25分左右。当天，陕西延安中学高一六班一学生因未参加学校组织的七一节活动，遭到该校教师康某某等人霸凌。该学生在第一次试图跳楼自杀时被同学成功阻拦救助，但之后于办公室再次遭到康某某辱骂，于是从学校4号楼的五楼第二次跳樓自殺，头部撞击台阶后不幸身亡。 事发后，该校学生大量购买受害者生前最喜欢的果粒橙牌橙汁于事发地进行哀悼，但祭品旋即被康某某没收并饮用。
据受害人同学在公开社交平台上发表的回忆，受害人学习优秀，性格开朗，因此在事发后有大量同学不顾风险自发进行悼念。
7月8日，延安市教育局发布情况通报，表明“年级副组长徐某、德育处副主任康某某在办公室对该生进行批评教育时方法欠妥、言语不当。延安中学决定撤销徐某、康某某现任职务，停止一切教育教学工作”。
财新网报道，数名前延安中学学生表示康姓老師在学生之间普遍风评不好，曾有多名学生遭到康姓老師体罚。 该事件不仅引起《新京报》、央视新闻等各大媒体的报道，也引发了大量关于当前教育体制的讨论和反思，例如教师师德问题、对衡水模式的模仿、以及近年来频发的学生自杀事件等。

## 当事人
康某某，女，毕业于宝鸡文理学院，之后在2008年于西华师范大学取得硕士研究生文凭，有“中学高级教师”、“陕西省教学能手”、“先进工作者”、“优秀班主任”、“师德标兵”等称号。事发时为德育副主任，同时主管地理教学工作。据受害人同学的证词，康某某在事发当天上午将受害人骂了一早上，当受害者中午第一次尝试跳楼被同学挽救下来之后，又在办公室里被责骂“你怎么不跳”“你看你跳下去能死吧”，最终酿成了惨案。